# Права ЛГБТ у Чехії

Карта Чехії в кольорах веселкового прапора

Гомосексуальні стосунки в Чехії легальні з 1962 року. У 1990 році був прийнятий єдиний вік сексуальної згоди — 15 років.
Чеське законодавство з 2009 року повністю забезпечує захист від дискримінації за сексуальною орієнтацією, в тому числі на робочому місці та в інших сферах життя. Чехія надає особам право претендувати на політичний притулок через переслідування за ознакою сексуальної орієнтації у своїй країні.

## Суспільна думка
У 2004 році, громадська думка показала міцну підтримку реєстрації цивільних партнерств для одностатевих пар: 60 % опитаних погодилися з введенням закону про партнерство. У 2005 році, згідно з опитуваннями, 43 % жителів Чехії були особисто знайомі з хоча б одним представником ЛГБТ, 42 % підтримували введення одностатевих шлюбів і 62 % схвалювали цивільні партнерства, тоді як усиновлення та удочеріння дітей одностатевими парами підтримали лише 18 %. У 2006 році, згідно з Eurobarometer, 52 % громадян Чехії схвалювали повноцінні одностатеві шлюби (в той час, як у середньому по ЄС рейтинг підтримки дорівнював 44 %), і 39 % схвалювали одностатеве усиновлення. У 2015 році рейтинг схвалення ЛГБТ чехами, згідно Eurobarometer дорівнював 57 %.
| Підтримка чехами прав ЛГБТ згідно CVVM               | 2005 | 2005 | 2007 | 2007 | 2008 | 2008 | 2009 | 2009 | 2010 | 2010 | 2011 | 2011 | 2012 | 2012 | 2013 | 2013 | 2014 | 2014 | 2015 | 2015 | 2016 | 2016 | 2017 | 2017 |
| Підтримка чехами прав ЛГБТ згідно CVVM               | ТАК  | НІ   | ТАК  | НІ   | ТАК  | НІ   | ТАК  | НІ   | ТАК  | НІ   | ТАК  | НІ   | ТАК  | НІ   | ТАК  | НІ   | ТАК  | НІ   | ТАК  | НІ   | ТАК  | НІ   | ТАК  | НІ   |
| ---------------------------------------------------- | ---- | ---- | ---- | ---- | ---- | ---- | ---- | ---- | ---- | ---- | ---- | ---- | ---- | ---- | ---- | ---- | ---- | ---- | ---- | ---- | ---- | ---- | ---- | ---- |
| цивільні партнерства                                 | 61 % | 30 % | 69 % | 24 % | 75 % | 19 % | 73 % | 23 % | 72 % | 23 % | 72 % | 23 % | 75 % | 21 % | 72 % | 23 % | 73 % | 23 % | 74 % | 22 % | 74 % | 21 % | 76 % | 19 % |
| одностатеві шлюби                                    | 38 % | 51 % | 36 % | 57 % | 38 % | 55 % | 47 % | 46 % | 49 % | 45 % | 45 % | 48 % | 51 % | 44 % | 51 % | 44 % | 45 % | 48 % | 49 % | 44 % | 51 % | 43 % | 52 % | 41 % |
| усиновлення або вдочеріння дітей                     | 19 % | 70 % | 22 % | 67 % | 23 % | 65 % | 27 % | 63 % | 29 % | 60 % | 33 % | 59 % | 37 % | 55 % | 34 % | 57 % | 45 % | 48 % | 44 % | 49 % | 48 % | 43 % | 51 % | 40 % |
| усиновлення, або вдочеріння дитини одного з подружжя | -    | -    | -    | -    | -    | -    | -    | -    | -    | -    | -    | -    | -    | -    | -    | -    | 58 % | 32 % | 59 % | 33 % | 62 % | 29 % | 68 % | 24 % |

| Підтримка чехами прав ЛГБТ згідно Median             | 2016 | 2016 |
| Підтримка чехами прав ЛГБТ згідно Median             | ТАК  | НІ   |
| ---------------------------------------------------- | ---- | ---- |
| цивільні партнерства                                 | 68 % | 26 % |
| одностатеві шлюби                                    | 67 % | 29 % |
| усиновлення або удочеріння дітей                     | 48 % | 48 % |
| усиновлення, або удочеріння дитини одного з подружжя | -    | -    |

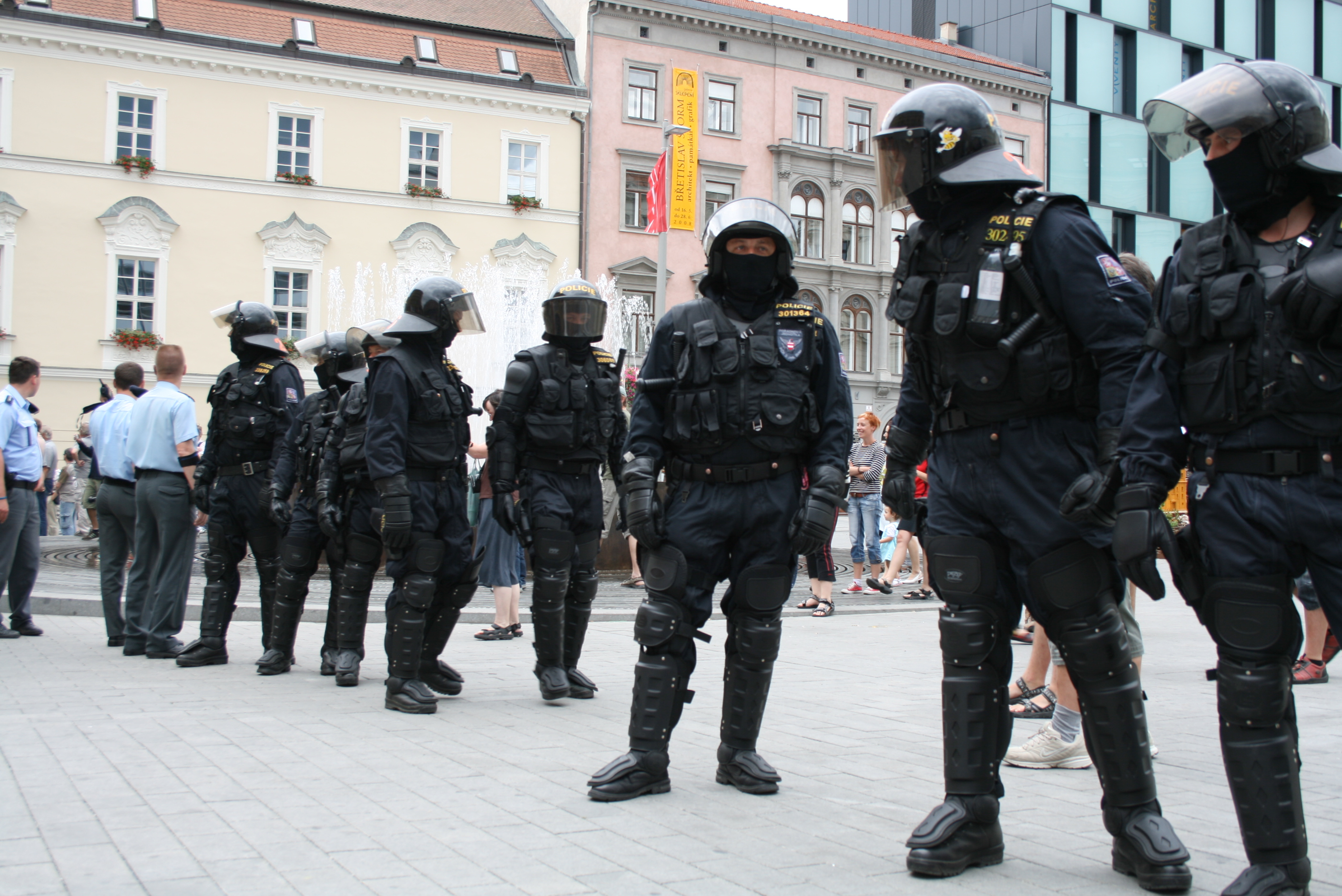
Поліціянти, що захищають Queer Parade-2008 в Брно від вторгнень правих екстремістів

У 2003 році, опитування показали, що 42 % чехів не хотіли б мати гомосексуалів як сусідів. У 2012 році їх число знизилося до 23 %.
У 2013 році, підсумки анкетування Pew Research Center показали, що 80 % жителів Чехії вважають, що гомосексуальність повинна бути прийнята суспільством, в той час, як 16 % висловилися про зворотне.

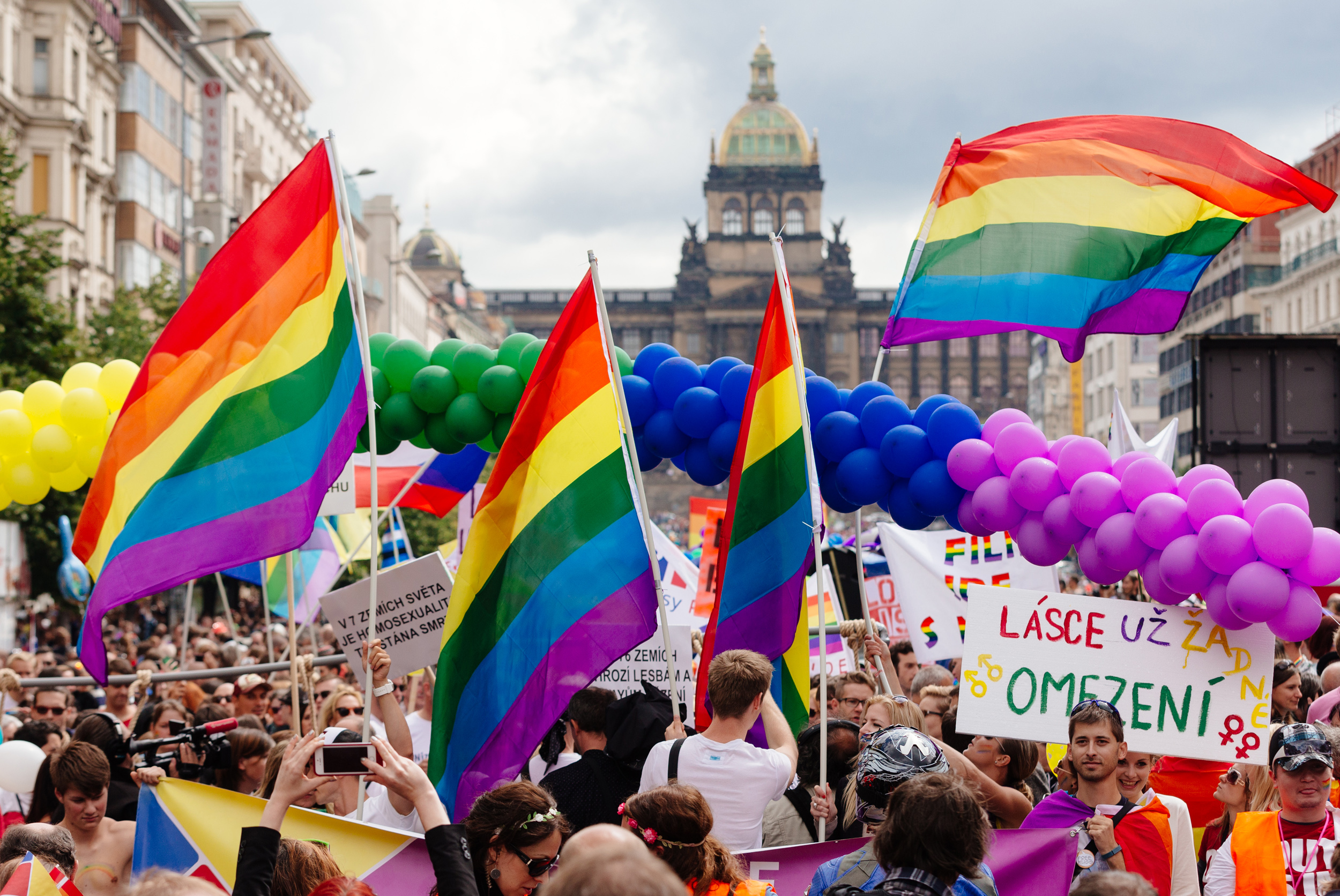
Празький гей-прайд на Вацлавській площі в 2014 році

Опитування Академії Наук 2014 року показало, що зростання підтримки ЛГБТ знизився в порівнянні з попередніми роками. Згідно з цим дослідженням, в середньому, люди, які не схвалюють ЛГБТ в Чехії, є бідними, лівими в політичному спектрі, пенсіонерами та католиками.
У травні 2015-го, ЛГБТ-соціальна мережа PlanetRomeo оприлюднила свій рейтинг гей-щастя (англ. Gay Happiness Index (GHI) в якому було опитано гомосексуальних чоловіків з більш ніж 120-ти країн світу. Чехія зайняла 18-е місце в рейтингу, з результатом у 66 балів: трохи вище Австрії та трохи нижче Бельгії.

## Умови життя ЛГБТ в Чехії
З часів комуністичної епохи, Чехія стала набагато ліберальнішою щодо одностатевих стосунків з часів Оксамитової революції та сьогодні є однією з найбільш дружніх до ЛГБТ країн у Європейському союзі. Існує думка, що зростальна толерантність обґрунтована низьким рівнем релігійних переконань в країні.
У 2012 році Агентство з основних прав провело опитування щодо дискримінації серед 93 тисяч ЛГБТ-людей у всьому Європейському Союзі. У порівнянні із середнім показником в ЄС, Чехія показала відносно позитивні результати. 43 % респондентів з Чехії вказали, що ніхто з них сім'ї не знає про їхню сексуальну орієнтацію. Тільки один з п'яти респондентів відкрито говорять про свою сексуальну орієнтацію колегам або однокласникам. 71 % респондентів вибірково відкриваються на роботі або в школі. 52 % гомосексуальних чоловіків і 30 % гомосексуальних жінок уникають триматися за руки за межами гей-кварталів, побоюючись піддатися нападам, погрозам або переслідуванням.